# Rhodine intermedia
Rhodine intermedia är en ringmaskart som beskrevs av Arwidsson 1911. Rhodine intermedia ingår i släktet Rhodine och familjen Maldanidae.
Artens utbredningsområde är havet kring Nya Zeeland. Inga underarter finns listade i Catalogue of Life.